# Achelia euryfrontalis
Achelia euryfrontalis là một loài nhện biển trong họ Ammotheidae. Loài này thuộc chi Achelia. Achelia euryfrontalis được miêu tả khoa học năm 2000 bởi Turpaeva.